# 尖头金线鲃
尖头金线鲃或稱尖頭金線魮（学名：Sinocyclocheilus oxycephalus）为輻鰭魚綱鯉形目鲤科的其中一種鱼类，俗名尖嘴油鱼，體長可達13公分。分布於亞洲中國云南东部等。该物种的模式产地在云南路南县附近的巴江。